# Jorge Perona
Jorge Perona García (Enguera, Comunidad Valenciana, 1 de abril de 1982), más conocido popularmente como Perona, es un exfutbolista y entrenador de fútbol español. 

## Trayectoria

### Como jugador
Formado en las categorías inferiores del Valencia CF, a los quince años se incorporó al FC Barcelona "B". Fichó por Hércules CF, donde consiguió la cantidad de diez goles y luego fichó por el Lorca Deportiva CF, de donde eran originarios sus abuelos maternos. En el club lorquino se convirtió en un auténtico ídolo y fue clave en el ascenso a Segunda División metiendo dieciocho goles. El segundo año en el Lorca Deportiva tuvo una serie de problemas con su entrenador Unai Emery y no gozó de muchos minutos, aunque anotó cuatro goles en una bonita temporada en la cual casi ascienden a Primera División. Pasó al equipo del Levante UD "B", marcando once goles y al finalizar la temporada fichó por el CD Alcoyano, donde anotó otros diez goles.
En el verano de 2008 volvió al Lorca Deportiva. Tras una buena temporada en el Lorca, habiendo marcado diez goles y jugado todos los partidos menos uno el equipo es descendido a Tercera División por impagos. Durante ese verano, Jorge Perona tuvo la oportunidad de fichar por el Getafe CF pero el traspaso no se realizó y se marchó al Sangonera Atlético CF. En el mercado de invierno de 2010, el futbolista rescindió su contrato con el Sangonera Atlético, con el que llevaba marcados once goles en lo que iba de temporada, y ficha por el Real Oviedo, donde consigue marcar en su debut. El 25 de abril de 2010 participó en la goleada (9-1) del Real Oviedo al UD Vecindario con tres goles y dos asistencias. No consiguió el ascenso en la temporada 2009/10 porque el Real Oviedo fue eliminado por el Pontevedra CF en la fase de ascenso. Perona marcó un gol en la ida (en Pontevedra) y otro en la vuelta (en el Tartiere) pero que no fueron suficientes para poder pasar la eliminatoria.
El 12 de julio de 2011 se confirma su fichaje por el CD Tenerife. En sus dos primeros partidos oficiales con el Tenerife en la Segunda División B consiguió marcar dos goles muy importantes que le devolvió la ilusión del ascenso a la afición tinerfeña. Marcó dieciséis goles en el grupo 1 de la Segunda División B y llegó a la final del play-off. En dicha final, la Ponferradina eliminó al Tenerife y, con ello, se esfumó la posibilidad de volver a la Segunda División de España.
Tras decidir su no continuidad en el CD Tenerife, el 15 de julio de 2012 fichó por el FC Cartagena, también de la Segunda División B, recién descendido desde Segunda División, y con el que intentaría luchar por el ascenso. En el primer partido de Liga, el de su debut, Perona marcó el primer gol del Cartagena en el campeonato. Con el conjunto albinegro, termina la liga regular como subcampeón de grupo y disputa las eliminatorias de ascenso a Segunda División. Hasta el momento ha disputado treinta y tres partidos (treinta y dos de Liga y uno de Copa) y ha marcado siete goles. Además, disputó un partido de Copa Federación, marcando un gol.
En agosto de 2013 se compromete con el Huracán Valencia.
En enero del 2014 ficha por el CD Alcoyano y en el verano del 2015 por el CD Eldense.
Tras multitud de logros y de momentos para el recuerdo, decide fichar por el FC Jumilla para estar cerca de su familia afincada en tierras murcianas.
En marzo de 2017 se lesiona de gravedad el talón de Aquiles, dando por prácticamente finalizada su carrera. Pero el delantero valenciano siguió peleando hasta el final, intentando recuperarse de una lesión definitiva. En verano de 2017 se retiró de su pasión: el fútbol.

### Como entrenador
Tras dos años retirado de los terrenos de juego, en noviembre de 2019 acepta el cargo de segundo entrenador en el Salamanca CF UDS de la Segunda División B de España, a las órdenes de Aitor Larrazabal.
En julio de 2021, se convierte en entrenador del Archena Sport Fútbol Club del Grupo XIII de la Tercera División de España.
El 27 de junio de 2022, firma como entrenador del Racing Murcia Fútbol Club de la Tercera División de España.
En junio de 2023, se convierte en entrenador del CF Lorca Deportiva de la Tercera División RFEF, al que dirige hasta el 28 de noviembre de 2023, cuando sería destituido y relevado por Juan Arsenal.

## Selección nacional
Fue internacional en las categorías inferiores de la selección española y máximo goleador en los Europeos sub-16 y sub-18, celebrados en los años 1998 y 2001, respectivamente.

## Como jugador
| Club                  | País   | Temporada | Categoría        | Partidos | Goles |
| --------------------- | ------ | --------- | ---------------- | -------- | ----- |
| FC Barcelona "B"      | España | 2000–2001 | Segunda B        | 4        | 0     |
| FC Barcelona "B"      | España | 2001–2002 | Segunda B        | 14       | 0     |
| FC Barcelona "B"      | España | 2002–2003 | Segunda B        | 25       | 9     |
| Hércules CF           | España | 2003–2004 | Segunda B        | 35       | 10    |
| Lorca Deportiva       | España | 2004–2005 | Segunda B        | 31       | 12    |
| Lorca Deportiva       | España | 2005–2006 | Segunda División | 26       | 3     |
| Levante "B"           | España | 2006–2007 | Segunda B        | 36       | 10    |
| CD Alcoyano           | España | 2007–2008 | Segunda B        | 36       | 10    |
| Lorca Deportiva       | España | 2008–2009 | Segunda B        | 37       | 9     |
| Sangonera Atlético CF | España | 2009–2010 | Segunda B        | 22       | 11    |
| Real Oviedo           | España | 2009–2010 | Segunda B        | 14       | 6     |
| Real Oviedo           | España | 2010–2011 | Segunda B        | 32       | 7     |
| CD Tenerife           | España | 2011–2012 | Segunda B        | 35       | 16    |
| FC Cartagena          | España | 2012–2013 | Segunda B        | 32       | 7     |
| Huracán Valencia CF   | España | 2013–2014 | Segunda B        | 20       | 5     |
| CD Alcoyano           | España | 2014–2015 | Segunda B        | 10       | 0     |
| CD Eldense            | España | 2014–2015 | Segunda B        | 15       | 0     |
| FC Jumilla            | España | 2015–2016 | Segunda B        | 33       | 6     |
| FC Jumilla            | España | 2016–2017 | Segunda B        | 0        | 0     |

## Como entrenador
| Club                             | País   | Temporada | Categoría          |
| -------------------------------- | ------ | --------- | ------------------ |
| Salamanca CF UDS (2º Entrenador) | España | 2019–2020 | Segunda División B |
| Archena Sport Fútbol Club        | España | 2021–2022 | Tercera División   |
| Racing Murcia Fútbol Club        | España | 2022–2023 | Tercera División   |
| CF Lorca Deportiva               | España | 2023      | Tercera División   |